# Sesbania brevipedunculata
Sesbania brevipedunculata là một loài thực vật có hoa trong họ Đậu. Loài này được J.B.Gillett miêu tả khoa học đầu tiên.